# سيلينة كورنثية
السيلينة الكورنثية (باللاتينية: Silene corinthiaca) نوع نباتي يتبع جنس السيلينة من الفصيلة القرنفلية.

## الموئل والإنتشار
موطنها بلاد الشام وتركيا واليونان.

## مرادفات للإسم العلمي
- (باللاتينية: Silene juncea)
- (باللاتينية: Silene rigidula)
- (باللاتينية: Silene vittata)
- (باللاتينية: Silene portensis subsp. rigidula)